# Ängsholmen, Enköpings kommun

Ängsholmen är en halvö som utgör östra delen av Bryggholmen i Mälaren, belägen norr om Arnö i Enköpings kommun.
Ängsholmen tillhörde Arnö socken och landskommun som dock upplöstes 1943 varvid denna del överfördes till Vallby socken och landskommun.  